# Domaine de Carolina
Le Domaine de Carolina est une ancienne plantation de sucre et distillerie de rhum située près de Coral Bay dans les Îles Vierges des États-Unis.
La plantation, destinée à la culture et à la transformation de la canne à sucre, était en activité pendant la période coloniale des Antilles danoises. Il a été inscrit au Registre national des lieux historiques des États-Unis en 1976.

## Historique
Le domaine de Carolina a été le point de départ de l'Insurrection des esclaves de Saint John de 1733, qui a débuté le 23 novembre et qui a essaimé dans toute l'île de Saint John.

## AuXXIesiècle
Les ruines de la plantation incluent :
- une sucrerie, construite vers 1725 ;
- un moulin à animaux, construit vers 1725 ;
- une tour de moulin en pierre, construite en 1733 ;
- une distillerie pour la production de rhum de laurier, construite vers 1900 ;
- une distillerie postérieure portant l'inscription « 1925 » ;
- d'autres bâtiments du domaine Carolina datant des années 1900, 1920 et 1945.